# Церковь Спаса Нерукотворного Образа в Клязьме
Це́рковь Спа́са Нерукотво́рного О́браза в Кля́зьме (Церковь Николая Чудотворца и Алексия, митрополита Московского) — православный храм в неорусском стиле в посёлке Клязьма (современный район города Пушкино) Московской области.

## Архитектура
Храм построен купцом 2-й гильдии Иваном Александровичем Александренко на свои средства. Церковь представляет собой кубический храм, завершённый главкой на горке кокошников, с пристроенной с запада звонницей на 15 колоколов, украшенный майоликовыми панно.
Храм является любопытным образцом неорусского стиля (с оттенком модерна), построенным в честь 300-летия Романовых архитектором В. И. Мотылёвым по рисунку С. И. Вашкова (1879—1914), ученика Васнецова, в 1913—1916-е годы. О годе основания свидетельствует различимая снизу надпись старинной вязью на изразцовой ленте барабана.
Церковь является первой в России железобетонной церковью, что открыло новую эпоху в церковном строительстве.
После революции храм был разорён, колокольня снесена, маковки на крыше разобраны.

## История
Первоначально предполагался к освящению как Николо-Алексиевский, и по ряду сведений так и не успел стать освящённым — революция помешала началу богослужений.
В 1938 году настоятель храма митрофорный протоиерей Леонид Флоренский был арестован и в 1939 году сослан в Караганду (Казахстан). Умер отец Леонид в Караганде примерно в 1940 году.
В советские годы служил общежитием, складом, на 3-х этажах были устроены коммунальные квартиры, пионерлагерь, склад декораций Московского театра им. Островского.
Открыт в 1989 году, освящён как Спасский и отреставрирован.
В 2007 году сгорела относящаяся к ней летняя деревянная церковь Гребневской иконы Божьей матери, заложенная в 1900 году. В настоящий момент (2020 год) ведётся строительство новой (уже каменной) церкви. Новая церковь состоит из двух этажей: верхний (надземный) этаж этой церкви представляет собой храм в честь Гребневской иконы Божией матери (надземный храм в честь Гребневской иконы Божией матери пока недостроен (2020 год) и в нём пока ещё не ведутся службы); на нижнем же (подземном) этаже расположен храм в честь святого преподобного Александра Свирского, где в настоящее время проходят богослужения.